# Dubiecko (gmina)
Pour le village, voir Dubiecko.
Dubiecko [duˈbjɛt͡skɔ] est une commune rurale de la Voïvodie des Basses-Carpates et du powiat de Przemyśl. Elle s'étend sur 154,3 km2 et comptait 9 521 habitants en 2010. Elle se situe à environ 28 kilomètres à l'ouest de Przemyśl et à 36 kilomètres au sud-est de Rzeszów, la capitale régionale.